# Nicolas Lang
Nicolas Lang, né le 1er mai 1990 à Mulhouse dans le Haut-Rhin, est un joueur de basket-ball professionnel français évoluant au Limoges CSP et mesurant 1,98 m. Il détient le record du nombre de paniers à trois points marqués en championnat de France.

## Biographie

### Ses débuts dans le basket-ball
Fils d'un entraîneur d'un club de la région de Mulhouse, Georges (Thierry) Lang, il gravit peu à peu les marches pour arriver au plus haut niveau du basket-ball français. Il joue avec ainsi les équipes de Lutterbach, Mulhouse, puis les sélections haut-rhinoises d'abord, et d'Alsace ensuite.

### Chalon-sur-Saône (2005-2013)
Après son arrivée au club de Chalon, il connait un premier succès grâce à son tir au buzzer depuis sa ligne de lancer-franc lors de la finale du championnat de France Cadets en 2007 à Aubenas (Pau - Chalon). Cela lui permet d'intégrer l'équipe de France des 17 ans et moins. Après des débuts timides au sein d'une équipe en formation, il devient rapidement l'un des piliers de cette sélection française.

### Paris-Levallois (2013-2015)
En septembre 2013, il est nommé MVP du Match des champions.
En février 2013, il souffre d'une aponévrose et rate la Leaders Cup 2014.
En 2015, il participe au concours de shoot lors du All-Star Game 2015.

### ASVEL Lyon-Villeurbanne (2015-2018)
Le 6 juillet 2015, il signe pour trois ans à l'ASVEL Lyon-Villeurbanne.

### SIG Strasbourg (2018- 2019)
En fin de contrat avec Villeurbanne, il s'engage officiellement pour une saison avec la SIG Strasbourg le 23 juillet 2018.

### Limoges CSP (depuis 2019)
En juillet 2019, il signe avec le Limoges Cercle Saint-Pierre.
En mai 2020, Limoges Cercle Saint-Pierre annonce la prolongation du contrat de l'arrière de 30 ans jusqu'en 2023.
Le 7 février 2021, Nicolas Lang s'est offert son record en carrière (30 points), lors du match Limoges CSP-Élan béarnais Pau-Lacq-Orthez 108e clasico de l'histoire (96-87).
Contaminé par le variant anglais du Covid-19 au début du mois avril, le capitaine du Limoges CSP se remet peu à peu,.
Le 29 décembre 2022, il participe au All Star Game et à la même occasion au concours à 3 points, qu'il remporte pour la première fois (après une première participation en 2016).
Le 1er novembre 2024, lors d'un match face à l'Élan sportif chalonnais, il bat le record du nombre de paniers à trois points marqués en carrière dans le championnat de France détenu jusqu'alors par Éric Micoud (755 paniers).
Le 29 décembre 2024, le meneur Trevor Hudgins remporte la finale du concours à 3 points du All Star Game face à Nicolas Lang.
Le 9 juillet 2025, Nicolas Lang a annoncé sur LinkedIn qu’il rejoignait le projet du FC Mulhouse Basket, sa ville natale, en parallèle de sa carrière professionnelle. Mulhouse club du Championnat de France de basket-ball de Nationale masculine 1 entrainée par Frank Kuhn que Nicolas Lang a côtoyé au Limoges CSP.

## Équipe nationale
En 2010, il fait partie de l'équipe de France des 20 ans et moins qui remporte le titre européen à Zadar en Croatie, titre obtenu sur une victoire 73 à 62 sur la Grèce.
Le 6 mai 2014, il fait partie de la liste des seize joueurs pré-sélectionnés pour l'équipe de France A' pour effectuer une tournée en Chine et en Italie durant le mois de juin.
En 2020, fort d'un début de saison réussi avec le Limoges CSP, ainsi que grâce à l'absence de plusieurs cadres de l'équipe, il est sélectionné pour disputer les deux matchs de qualification pour l'Eurobasket 2022 face à la Grande-Bretagne et l'Allemagne. Le 27 novembre 2020 il fait donc ses débuts en jeu sous le maillot bleu contre la Grande-Bretagne et inscrit ses 3 premiers points.

## Clubs successifs
- 1995-1998 :  ABC Lutterbach
- 1998-2005 :  FC Mulhouse Basket
- 2005-2013 :  Élan sportif chalonnais (Pro A)
- 2013-2015 :  Paris-Levallois Basket (Pro A)
- 2015-2018 :  ASVEL Lyon-Villeurbanne (Pro A)
- 2018-2019 :  SIG Strasbourg (Jeep Élite)
- Depuis 2019 :  CSP Limoges (Jeep Élite)

## Palmarès

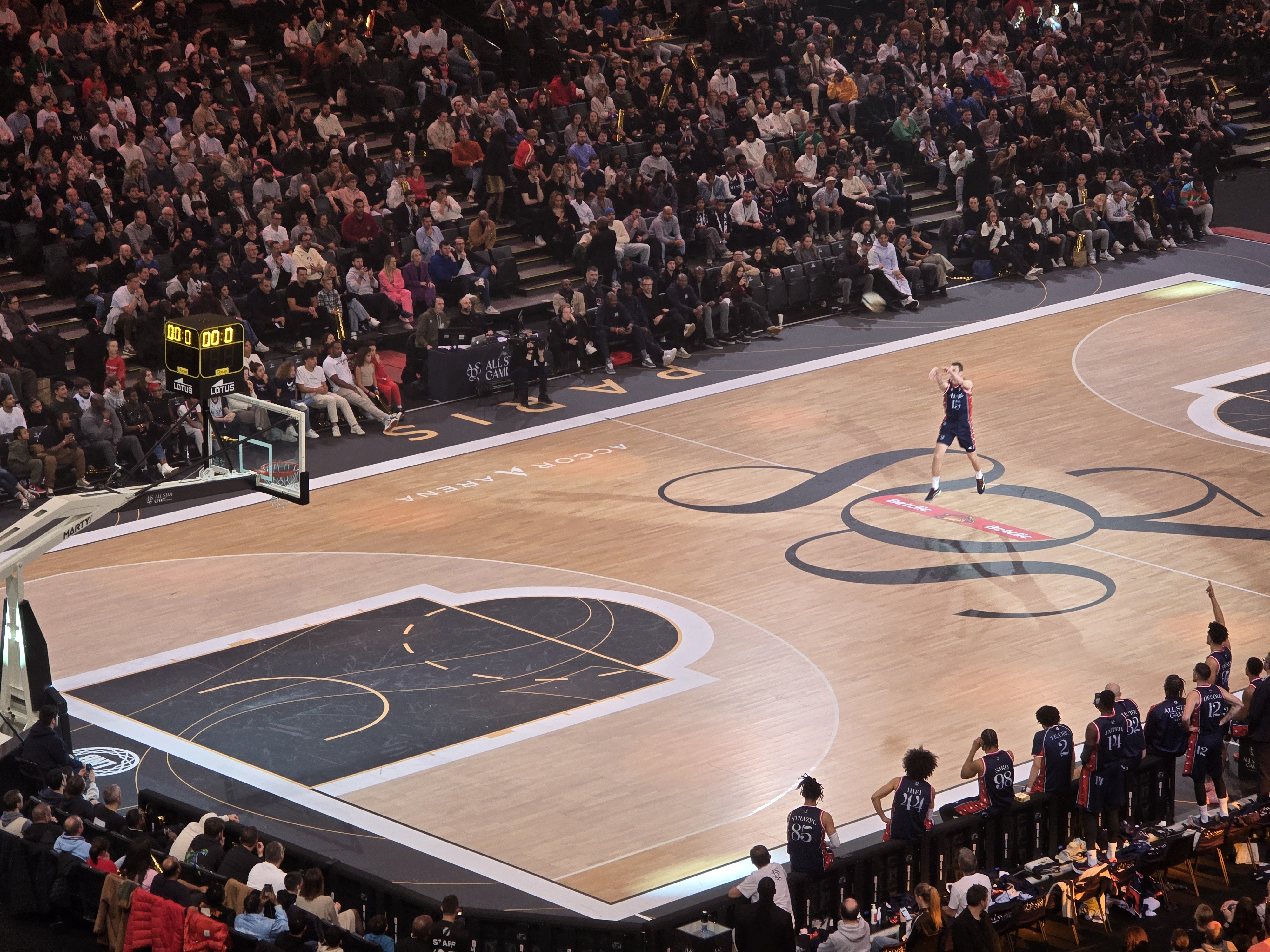
Nicolas Lang lors du All-Star Game LNB 2024.

### En club
- Vainqueur du concours à 3 points au All-Star Game 2022[14],[9]
- Champion de France en 2012[15] et 2016.
- Vainqueur de la Coupe de France 2011[16] et 2012[17].
- Vainqueur de la Semaine des As 2012[18].
- Match des champions en 2013. élu MVP, et 2016.
- Finaliste de l'EuroChallenge 2012[19].
- Champion de France cadets en 2007 avec l'Élan Chalon[20].
- Élu dans le meilleur 5 de départ du championnat espoir de Pro A en 2009[20]

### Équipe nationale
- Présélection équipe de France Cadets 2006
- International junior français en 2008. 4e au Championnat d'Europe en Grèce.
- Qualification pour les championnats du Monde en juillet 2009 en Nouvelle-Zélande.
- Champion d'Europe des -20 ans en Croatie (Zadar) en 2010.
- Présélection équipe de France A' 2014